# Reika Kakiiwa
Reika Kakiiwa (垣岩 令佳 (Kakiiwa Reika?); 19 luglio 1989) è un'ex giocatrice di badminton giapponese.

## Palmarès
Olimpiadi
- 1 medaglia:
  - 1 argento (Londra 2012 nel doppio)

Mondiali
- 1 medaglia:
  - 1 bronzo (Copenaghen 2014 nel doppio)

Sudirman Cup
- 1 medaglia:
  - 1 argento (Dongguan 2015 nel misto)

Uber Cup
- 3 medaglie:
  - 1 argento (New Delhi 2014)
  - 2 bronzi (Kuala Lumpur 2010; Wuhan 2012)

Giochi asiatici
- 1 medaglia:
  - 1 bronzo (Incheon 2014 a squadre)